# Title Transfer Facility

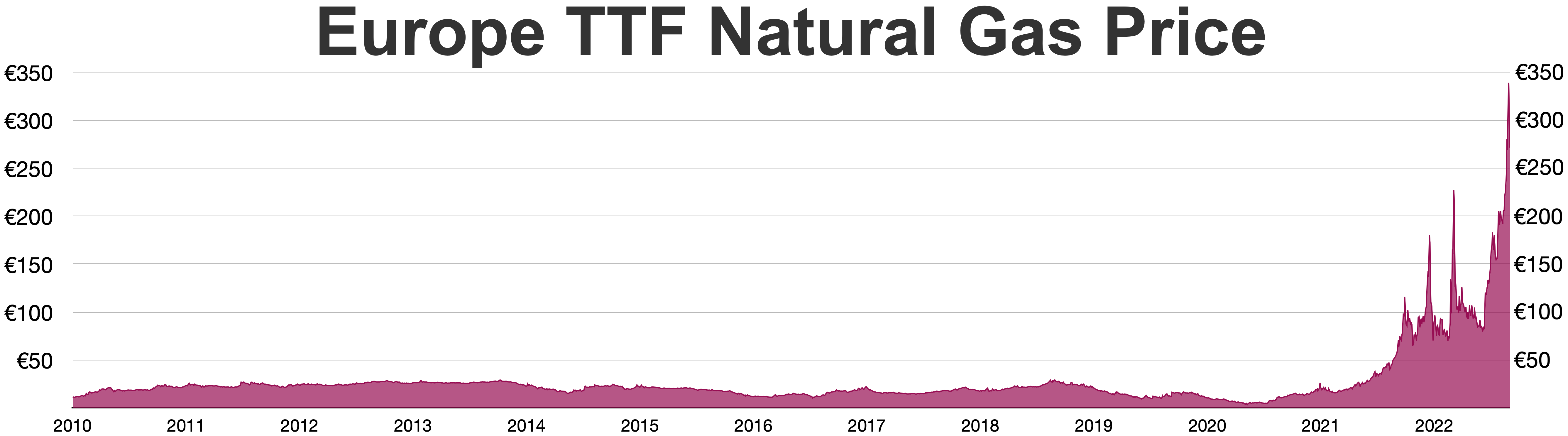
Prix du gaz naturel TTF en Europe

Le Title Transfer Facility (TTF pour Transfert de Titre Facilité) est le point virtuel d'échange commercial de gaz dans la zone de marché des Pays-Bas. Cette bourse virtuelle a été créée en 2003 par l'opérateur Gasunie Transport Services (GTS) , filiale de l'entreprise publique de gaz, Nederlandse Gasunie, pour fixer le prix du gaz et le commercialiser dans sa zone de marché hollandaise. Le TTF opère le plus grand volume commercial d'Europe avant le National Balancing Point (NBP) du Royaume-Uni et le Trading Region France en France.
Le TTF facilite les opérations du marché de gros de gré à gré via des courtiers intermédiaires ainsi que les contrats comptants ou à termes via des courtiers à la bourse ICE Endex à Amsterdam et PEGAS Exchange basé à Paris. Le gaz chez TTF se négocie en euros par mégawattheure.
En décembre 2021, le prix du gaz au hub néerlandais TTF (contrat journalier) avec livraison le mercredi avait atteint un nouveau record local - 220 dollars par mégawattheure . Il s'agissait de la valeur la plus élevée des 22 derniers mois - depuis le 5 février 2019.

## Origine
Il existe différentes options pour négocier du gaz naturel sur le marché néerlandais du gaz. Auparavant, la majeure partie du gaz naturel était échangée sur la station de réception de gaz (SRG, en néérlandais : Gas Ontvang Station, GOS); un point de rassemblement administratif, situé à la frontière du réseau national de transport de gaz et du réseau régional de transport de gaz.
Le marché du gaz s'est développé rapidement depuis la libéralisation en 2002. Par exemple, diverses places de marché (virtuelles) du gaz ont été créées en Europe pour faciliter le commerce du gaz naturel et soutenir le processus de libéralisation du marché de l'énergie (en). Pour le marché néerlandais, l'Office de régulation de l'énergie (ORÉ) (nl), en nééelandais, Dienst Toezicht Energie, (DTe) a décidé de développer une nouvelle structure pour les tarifs de transport à partir du 1er janvier 2003. De plus, l'ORÉ a publié le 30 août 2002 les Directives Transport de Gaz 2003. Celui-ci stipule qu'une entreprise de transport de gaz est tenue, en vertu de la loi sur le gaz (article 12, paragraphe 1), de publier les tarifs et conditions indicatifs avant le 1er octobre de chaque année.
L'ORÉ a également mentionné dans ces « lignes directrices pour les conditions de transport pour 2003 » qu'un modèle d'entrée et de sortie pour le réseau à haute pression néerlandais devait être introduit à partir du 1er janvier 2003. Un modèle d'entrée et de sortie permet d'échanger du gaz au sein du système via un point virtuel. Le TTF a été créé par l'entreprise publique responsable du transport du néerlandais gaz naturel, la Nederlandse Gasunie en novembre 2002 et offre aux acteurs du marché la possibilité de transférer du gaz déjà présent dans le système GTS (« entry-paid gas », gaz payé à l'entrée) sur le TTF à un autre acteur. Le TTF est la seule place commerciale néerlandaise où le gaz est échangé virtuellement et où le gaz naturel du réseau peut changer de propriétaire entre-temps.
En outre, ces lignes directrices précisent que le Gasunie Transport Services (GTS) doit offrir un service de base dans lequel un utilisateur du réseau doit pouvoir équilibrer au préalable sa position sur le réseau à haute pression en négociant du gaz sur le TTF. Ces activités d'échange devraient avoir lieu à un point d'équilibrage national similaire au National Balancing Point (NBP), le plus ancien marché d'échange de gaz d'Europe, au Royaume-Uni. Selon les European Spot Gas Markets publiés par ICIS Heren, la première transaction (à terme) sur le TTF est rapportée le 26 novembre 2002.

## Comment se négocie le TTF?
Les parties souhaitant négocier sur le TTF doivent être enregistrées en tant qu'expéditeur auprès du Gasunie Transport Services (GTS) avant de pouvoir adhérer. Via le TTF, le gaz naturel déjà présent dans le transport national de gaz (introduit via un point d'entrée) peut facilement changer de propriétaire avant de quitter le réseau de transport à un point de sortie. Le TTF sert alors de point d'entrée virtuel pour l'acheteur, tandis que le TTF sert de point de sortie virtuel pour le vendeur.
Le gaz peut être échangé sur le TTF de trois manières :
- De gré à gré et bilatéral : les acheteurs et les vendeurs se connaissent et concluent un accord (nl) sur le TTF ;
- De gré à gré et par l'intermédiaire d'un courtier : un intermédiaire met en relation un acheteur et un vendeur ;
- Bourse : Une plate-forme de négociation où les acheteurs et les vendeurs sont réunis de manière anonyme APX (nl), ICE-Endex et EEX sont des bourses à travers lesquelles les parties peuvent échanger du gaz sur le TTF.

## Qu'est-ce qui est échangé?
La propriété du gaz naturel peut être transférée en divers produits sur le TTF ; le gaz naturel de base reste le même, mais est conditionné d'une manière différente, pour ainsi dire. Un grand nombre de produits standard sont négociés en bourse et par l'intermédiaire de courtiers. La quantité de gaz naturel à échanger est exprimée en capacité (exprimée en mégawatt (MW) multipliée par le nombre d'heures de la période de livraison. La plupart des produits sont commercialisés dans ce que l'on appelle des « lots standard ». Les forfaits les plus courants sont de 10 ou 30 MW. Ce degré élevé de standardisation garantit que ces produits peuvent être revendus rapidement et relativement sans risque.
Le commerce des produits standards est souvent caractérisé par un marché au comptant et un marché à terme. Le marché spot négocie des produits qui livrent immédiatement ou dans un avenir proche (au plus tard dans les 30 jours) le volume. Sur cette partie de la courbe, les produits balance of day (BOD), day ahead (DA), working days next week (WDNW), week-end, balance of month (BOM) et month ahead (MA) sont négociés. Ces produits peuvent être négociés via diverses bourses (APX (nl), ICE-Endex et EEX, etc.), des courtiers ou de manière bilatérale. L'une des fonctions importantes d'un marché au comptant est qu'il permet aux acteurs du marché d'équilibrer leurs positions d'achat et de vente ; le soi-disant équilibrage du portefeuille.
Sur le marché à terme, les produits peuvent être négociés avec un délai de livraison supérieur à trente jours dans le futur. Actuellement, le TTF peut être négocié environ cinq ans à l'avance. Les produits négociés sur le marché à terme sont des produits mensuels, trimestriels, d'été, d'hiver et annuels. Le commerce de produits sur le marché à terme permet aux parties de couvrir leurs besoins d'achat ou de vente de la manière qu'elles préfèrent en différents produits à différents moments dans le temps et, si nécessaire, de les adapter à un besoin changeant. En outre, un marché à terme offre également aux acteurs financiers la possibilité de prendre des positions et de composer des produits financiers pour leurs clients sur cette base.
Produits non standards :
Outre les échanges de produits standards, il existe également des échanges de produits non standards, également appelés « produits structurés », sur le TTF. Il s'agit souvent de produits avec des conditions de livraison divergentes qui ne peuvent pas simplement être échangés individuellement en raison d'une quantité, d'un délai de livraison ou d'une indexation des prix différents. Pour la plupart, ces transactions sont conclues dans des contrats bilatéraux (parfois avec l'intervention d'un courtier). Par exemple, un acheteur peut avoir besoin d'acheter un produit qui ne peut pas encore être acheté sur le marché des produits standards, peut rechercher une composition spécifique d'un certain nombre de produits standards en une seule transaction, ou peut-il vouloir un risque de prix spécifique. Il est également possible qu'un producteur veuille vendre une partie de sa production plus loin dans le temps.
Règlement physique ou financier :
Lors du transfert de gaz naturel, une distinction importante peut être faite entre les produits qui procèdent finalement à une livraison physique ("règlement physique") et les produits qui sont réglés financièrement ("règlement en espèces"). Il est ici nécessaire que l'acheteur et le vendeur d'une transaction avec livraison physique aient une licence A auprès de GTS, afin que cette partie puisse communiquer avec le transporteur de gaz naturel et remplir ses obligations.
Option :
Outre la négociation de produits dérivés, des options sont également négociées sur le TTF.
Météo-dépendante :
La température a une énorme influence sur la demande de gaz. La météo est donc l'un des facteurs de risque les plus importants pour les revenus d'une entreprise énergétique (nl) et a donc une influence majeure sur le cours de l'action. La plupart des grandes sociétés énergétiques en Europe utilisent des dérivés dits climatiques pour couvrir (partiellement) le risque climatique. Il s'agit souvent de produits dans lesquels soit un risque de volume est couvert, mais de plus en plus un risque de volume et un risque de prix sont couverts.

## Développement
La loi sur le gaz des Pays-Bas (nl) a été modifiée le 1er avril 2011, introduisant un nouveau modèle de marché. L'objectif de ce nouveau modèle de marché est de faciliter les forces du marché sur le marché néerlandais du gaz. Ainsi, depuis le 1er avril 2011, le TTF est en principe le point d'échange des échanges de gaz naturel, de sorte que le gaz du système GTS puisse plus facilement changer de main. Selon la NMa (nl), l'augmentation des échanges de gaz naturel améliore la liquidité.
Croissance des volumes
Depuis le début du TTF, le commerce de gaz naturel via cette plateforme s'est développé. Cette croissance concerne à la fois les volumes livrés et le nombre de passages de gaz. Juste après le début du TTF, le volume échangé était encore modeste par rapport à la demande totale néerlandaise de gaz naturel. En 2016, le TTF et la plateforme de négociation britannique National Balancing Point (NBP) étaient les plus grandes plateformes de négociation en Europe. Le commerce sur la place commerciale néerlandaise a atteint un niveau record en 2016 avec un volume échangé de 2197 milliards de m3 (2015 : 1708 milliards de m3).
Le volume physiquement échangé sur le TTF signifie que le gaz est introduit dans le réseau GTS par une partie, tandis que la même quantité de gaz est extraite du réseau dans la même unité de temps par une autre partie. Le gaz est transféré via le TTF. Le Gasunie Transport Services (GTS) enregistre le gaz transféré au moyen d'une nomination : un message électronique indiquant la quantité de gaz, la période, l'acheteur et le vendeur. Il est également possible de transférer du gaz sans apport physique ni extraction. Cela peut se faire, par exemple, en achetant une quantité de gaz bien avant la période de livraison et en la revendant à un tiers avant la livraison. Cela peut se faire en achetant et en vendant un produit, mais cela peut également se faire en divisant un produit ou en le combinant en d'autres produits. Un exemple de ceci est la division d'un produit à un mois en produits à un jour.
Croissance des liquidités
La liquidité est un terme qui indique à quel point il est facile de négocier du gaz via une plateforme de négociation. Il existe différentes mesures de la liquidité en circulation. Les mesures utilisées régulièrement sont :
- Le taux de désabonnement (le nombre de fois qu'un bien physique est échangé sur un marché avant d'être livré)
- Le nombre de transactions conclues par unité de temps
- Le nombre de marchands actifs
- Le spread bid-ask (la différence de prix entre le cours acheteur et le cours vendeur à un moment donné)
- Profondeur du marché (le nombre d'offres du côté acheteur ou vendeur à un moment donné)
- horizon commercial
- Volatilité

Ces mesures de liquidité peuvent être déterminées par produit ainsi que pour l'ensemble d'un marché commercial. Cela peut être fait, par exemple, en faisant la moyenne de la liquidité de tous les produits sur un marché.
En général, il est indiqué que NBP est le hub le plus liquide d'Europe et que le TTF est le hub le plus liquide du continent. La liquidité du hub américain 'Henry hub' est également plusieurs fois supérieure. Cependant, on ne sait pas à partir de quel degré de liquidité une nouvelle augmentation contribuera à la négociabilité sur ce marché.
L'Autorité néerlandaise des consommateurs et des marchés (ACM) (nl) indique que la liquidité du TTF a fortement augmenté depuis sa création. ACM (nl) examine un certain nombre de mesures de la liquidité, notamment le taux de désabonnement et l'écart acheteur-vendeur.
Le Gasunie Transport Services (GTS) indique que le churn ratio en 2011 était de près de 17, ce qui est comparable au niveau du NBP. ICIS Heren rapporte même une valeur supérieure à 20 à l'été 2012, faisant du TTF la valeur la plus élevée de tous les hubs européens pendant la majeure partie de 2012. ICIS Heren et GTS ne regardent pas les volumes échangés en bourse. Si ceux-ci sont inclus, le NBP a de loin le taux de désabonnement le plus élevé. La frontière entre un marché illiquide et un marché liquide est subjective, mais des valeurs comprises entre 8 et 15 sont souvent évoquées. Le TTF a donc récemment satisfait à l'exigence la plus stricte fixée publiquement en matière de liquidité sur la base du taux de désabonnement.
Depuis 2007, ICIS Heren publie également un score trimestriel pour un certain nombre de grands hubs européens sur la base du bid-ask spread. Depuis le deuxième trimestre 2011, le TTF obtient un score de 19 sur un maximum de 20 points chaque trimestre, tandis que le NBP oscille depuis entre 18 et 20 points, avec un score de 19 au troisième trimestre 2012. Les troisième et quatrième places de ce quart-temps ont été occupées par les deux hubs allemands, le NCG avec 16 points et le Gaspool avec 10 points, respectivement.
Croissance du nombre de commerçants
Le TTF connaît également une forte croissance du nombre de commerçants ayant été actifs par jour en moyenne sur un an. Chaque année depuis 2003, il y a eu une augmentation, commençant par une moyenne de 16 commerçants par jour en 2003 à 106 en 2013. Le maximum provisoire a été atteint en octobre 2013, lorsque 112 commerçants étaient actifs pendant plusieurs jours.

## Futur TTF
Une place d'échange de gaz qui fonctionne bien améliore le fonctionnement du marché ; les acheteurs et les fournisseurs peuvent facilement se trouver et le prix est déterminé en fonction de l'offre et de la demande. À l'avenir, le gouvernement néerlandais voit un rôle important pour le TTF dans son ambition de devenir le rond-point gazier du nord-ouest de l'Europe. D'une part, cette ambition vise à sécuriser le gaz naturel pour le marché néerlandais, et d'autre part, le rond-point gazier doit renforcer la position concurrentielle internationale. En tant que centre du rond-point gazier, le TTF remplit de nombreuses fonctions, parmi lesquelles l'achat et la vente de gaz, l'optimisation des portefeuilles des entreprises, dans lesquelles des produits comme le stockage de gaz peuvent jouer un rôle, et enfin le rapprochement de l'offre et de la demande.